# Сомалийская республика
Сомалийская республика (сомал. Jamhuuriyadda Soomaaliyeed, итал. Repubblica Somala, араб. الجمهورية الصومالية‎, Jumhūriyyat aṣ-Ṣūmālīyyah) — название суверенного государства, состоящего из Сомали и Сомалиленда, после объединения подопечной территории Сомали (бывший итальянский Сомалиленд) и государства Сомалиленд (бывший Британский Сомалиленд). Его первое правительство было сформировано Абдуллахи Иссой Мохамудом и Мухаммедом Хаджи Ибрагимом Эгалем и другими членами органов опеки и протектората, с Хаджи Баширом в качестве президента Национального собрания Сомали и Аденом Абдуллой Османом Дааром в качестве президента государства.
22 июля 1960 года Даар назначил Абдирашида Али Шермарка новым премьер-министром. 20 июля 1961 года путём всенародного референдума Сомали ратифицировала новую конституцию, проект которой был впервые разработан в 1960 году. Новая конституция была отклонена Сомалилендом.
Администрация просуществовала до 1969 года, когда Высший революционный совет захватил власть в результате бескровного переворота и переименовал страну в Демократическую Республику Сомали.

## История
Народный спрос вынудил лидеров итальянского и британского Сомали приступить к осуществлению планов немедленного объединения. Британское правительство уступило силе сомалийского националистического общественного мнения и согласилось прекратить своё правление Британским Сомалилендом в 1960 году, чтобы протекторат слился с подопечной территорией Сомали в дату обретения независимости, уже установленную Комиссией ООН. В апреле 1960 года лидеры двух территорий встретились в Могадишо и договорились о создании унитарного государства. Избранный президент должен был стать главой государства. Полные исполнительные полномочия будут принадлежать премьер-министру, подотчётному избранному Национальному собранию из 123 членов, представляющих две территории.
Британский Сомалиленд в соответствии с графиком объединился с подопечной территорией Сомалиленд для создания Сомалийской республики. 26 июня 1960 года Британский Сомалиленд получил независимость от Великобритании как Государство Сомалиленд. 1 июля 1960 года государство Сомалиленд объединилось с подопечной территорией Сомалиленд, образовав Сомалийскую республику. Законодательный орган назначил спикера Союза Сомали Хаджи Башира первым председателем Национального собрания. В тот же день Аден Абдулла Осман Даар стал президентом сомалийского государства. В свою очередь, 22 июля 1960 года Даар назначил Абдирашида Али Шермарка первым премьер-министром. Шермарк сформировал коалиционное правительство, в котором доминировала Сомалийская молодёжная лига при поддержке двух клановых северных партий — Сомалийской национальной лиги и Объединённой сомалийской партии. Назначение Османа президентом было утверждено годом позже на референдуме.
В течение девятилетнего периода парламентской демократии, последовавшего за обретением Сомали независимости, свобода выражения мнений широко рассматривалась как вытекающая из традиционного права каждого человека быть услышанным. Национальный идеал, исповедуемый сомалийцами, заключался в политическом и правовом равенстве, в котором исторические сомалийские ценности и западные обычаи, по-видимому, совпадали. Политика рассматривалась как область, не ограниченная одной профессией, кланом или классом, но открытая для всех членов общества мужского пола. На муниципальных выборах 1958 года женщины в итальянском Сомалиленде имели право голосовать. В мае 1963 года территориальная ассамблея проголосовала за избирательное право (52 «за», 42 «против»). Позднее оно распространилось на бывший Британский Сомалиленд. Политическая активность Сомали часто превышала таковую во многих западных демократиях.

### Первые месяцы союза
Хотя юг и север были объединены в единое государство после обретения независимости, с институциональной точки зрения они были двумя отдельными странами. Италия и Великобритания оставили у этих двух стран отдельные административные, юридические и образовательные системы, в которых дела велись в соответствии с разными процедурами и на разных языках. Полиция, налоги и обменные курсы их соответствующих валют также различались, у образованной элиты были разные интересы, а экономические контакты между двумя регионами практически отсутствовали.
В 1960 году ООН создала Консультативную комиссию по интеграции — это международный совет, возглавляемый официальным лицом ООН Паоло Контини, созданный для руководства постепенным слиянием правовых систем и институтов нового государства и устранения разногласий между регионами. В 1964 году этот орган сменила Консультативная комиссия по законодательству, состоящая из сомалийцев. Многие жители юга считали, что благодаря опыту, полученному под опекой Италии, их регион лучше подготовлён к самоуправлению. Северные политические, административные и коммерческие элиты не хотели признавать, что теперь им приходится иметь дело с Могадишо.
На момент обретения независимости в северном регионе действовали две политические партии: Сомалийская национальная лига, представлявшая клан-семью Исаак, составлявшую численное большинство, и Объединённая сомалийская партия, в значительной степени поддерживаемая кланом Дир и Дарод. Южная оппозиционная партия, Лига Великого Сомали, проарабская и воинственно пансомалистская, заручилась поддержкой Сомалийской национальной лиги и Объединённой сомалийской партии против Сомалийской молодёжной лиги, которая до обретения независимости заняла умеренную позицию.
Опасения севера по поводу того, что он слишком сильно привязан к югу, были продемонстрировали на референдуме по конституции в июне 1961 года, который, по сути, стал первыми общенациональными выборами в Сомали. Хотя проект был одобрен подавляющим большинством на юге, его поддержало менее 50 % северного электората.
Недовольство распределением власти между клановыми семьями и между двумя регионами резко возросло в декабре 1961 года, когда группа обученных британцами младших армейских офицеров на севере взбунтовалась в ответ на назначение более высокопоставленных южных офицеров, прошедших специальную подготовку итальянцами для выполнения полицейских функций, чтобы командовать своими подразделениями. Главнокомандующие призывали к разделению севера и юга. Северные унтер-офицеры арестовали повстанцев, однако недовольство на севере сохранялось.
В начале 1962 года лидер Лиги Великого Сомали Хаджи Мухаммад Хусин, стремясь частично использовать недовольство северян, попытался сформировать объединённую партию, известную как Сомалийский демократический союз. В него вошли северные ячейки, некоторые из которых были недовольны северными представителями лиги в коалиционном правительстве. В итоге все попытки Хусейна провалилась. Однако в мае 1962 года Эгал и ещё один министр Сомалийской национальный лиги с севера ушли из кабинета и взяли с собой многих последователей в новую партию, Сомалийский национальный конгресс, которая получила широкую поддержку со стороны севера. Она также получила поддержку на юге, когда к ней присоединилась фракция Сомалийской молодёжной лиги, состоящая преимущественно из членов клана Хавийе. Этот шаг дал стране три поистине национальных политических партии и ещё больше размыл противоречия между севером и югом.

### Великое Сомали
Самым важным политическим вопросом в политике Сомали после обретения независимости было объединение всех областей, традиционно населённых этническими сомалийцами в одну страну — Великое Сомали. Политики хорошо знали, что у них нет шансов на победу на выборах, если они не будут способствовать объединению всех сомалийских территорий. Эта проблема сомалийского национализма преобладала в общественном мнении; многие сомалийцы считали, что любое правительство страны падёт, если оно не продемонстрирует желание повторно присвоить оккупированную сомалийскую территорию.

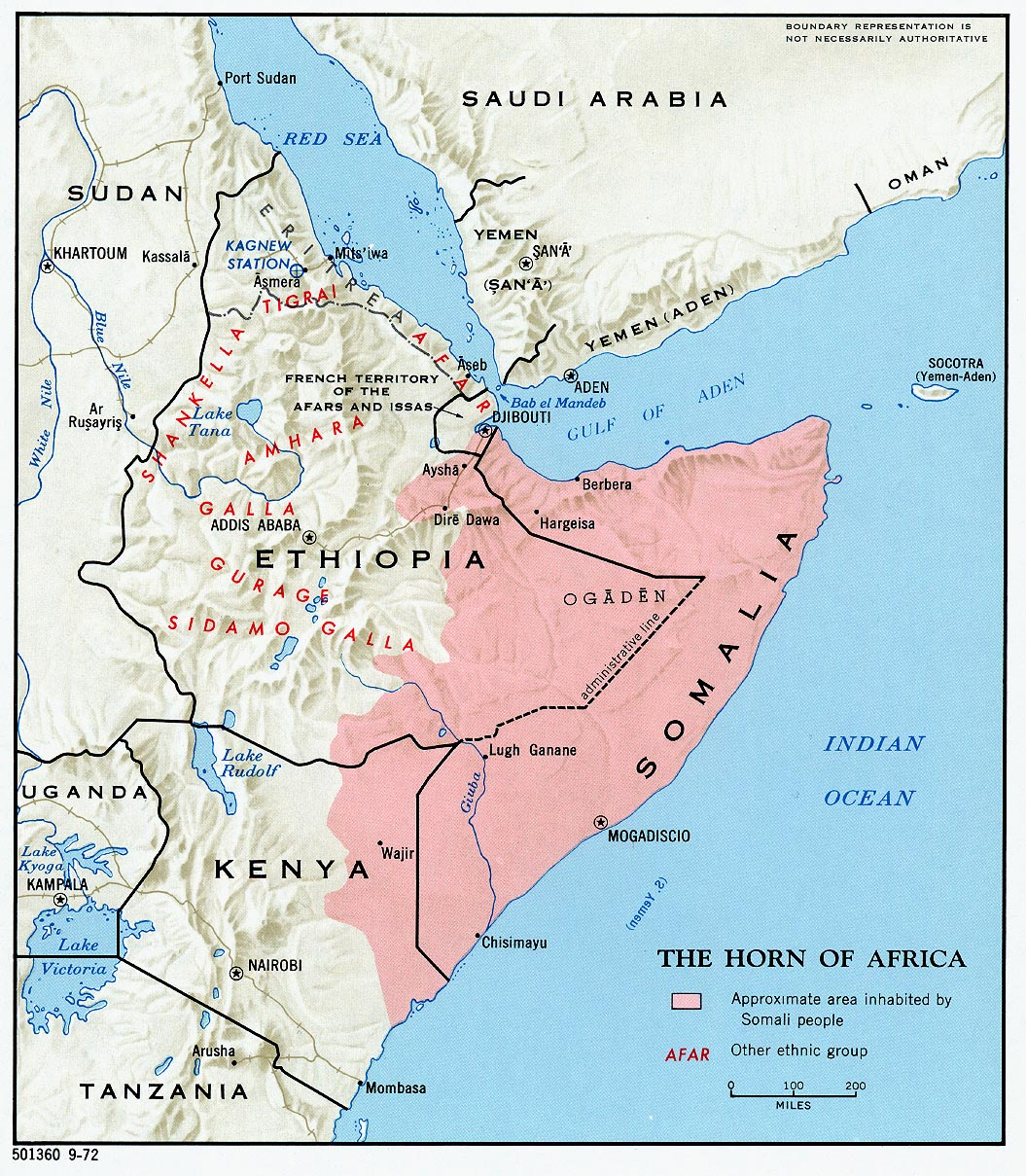
Примерные границы Великого Сомали

Озабоченность планом Великого Сомали привела к наращиванию сомалийских вооружённых сил в рамках подготовки к кампаниям по возвращению сомалийских земель. Вскоре был убран точный размер Национального собрания, чтобы облегчить включение представителей спорных территорий после объединения.
На национальном флаге была пятиконечная звезда, точки которой представляли районы, традиционно населённые этническими сомалийцами: бывший Итальянский Сомалиленд и Британский Сомалиленд, Огаден, Французский Сомалиленд и Северный пограничный округ. Более того, в преамбуле к конституции, принятой в 1961 году, было сказано: «Сомалийская Республика законными и мирными средствами содействует объединению территорий». Конституция также предусматривает, что все этнические сомалийцы, независимо от того, где они проживают, являются гражданами республики. Сомалийцы не претендовали на суверенитет над прилегающими территориями, а скорее требовали, чтобы сомалийцам, проживающим на них, было предоставлено право самоопределение. Различные сомалийские лидеры утверждали, что они будут удовлетворены только тогда, когда их товарищи из Сомали за пределами республики получат возможность решить для себя, каким будет их статус.
В 1948 году под давлением своих союзников по Второй мировой войне и к разочарованию сомалийцев британцы «вернули» Хауд — важный сомалийский пастбищный район, который предположительно был «защищён» британскими договорами с сомалийцами в 1884 и в 1886 годах — и Огаден к Эфиопии на основании договора, подписанного ими в 1897 году, по которому британцы уступили территорию Сомали эфиопскому императору Менелику II в обмен на его помощь в борьбе с набегами сомалийских кланов. Великобритания включила оговорку, что жители Сомали сохранят свою автономию, но Эфиопия немедленно потребовала суверенитета над этим районом. Правительство Сомали отказалось, в частности, признать действительность англо-эфиопского договора 1954 года, признавшего претензии Эфиопии на Хауд или, в целом, актуальность договоров, определяющих сомалийско-эфиопские границы. Позиция Сомали основывалась на трёх моментах: во-первых, в договорах игнорировались соглашения, заключённые с сомалийскими субъектами, которые поставили их под британскую защиту; во-вторых, с сомалийцами не консультировались относительно условий договоров и фактически не информировали об их существовании; и, в-третьих, такие договоры нарушают принцип самоопределения. Это побудило Великобританию в 1956 году сделать неудачную попытку выкупить переданные ей сомалийские земли.
Военные действия неуклонно росли и в конечном итоге включали мелкомасштабные действия между Сомалийской национальной армией и Имперскими вооружёнными силами Эфиопии вдоль границы. В феврале 1964 года на границе Сомали и Эфиопии разразился вооружённый конфликт, эфиопские самолёты совершили налёты на цели в Сомали. Конфронтация закончилась в апреле при посредничестве Судана, действующего под эгидой Организации африканского единства. По условиям прекращения огня была сформирована совместная комиссия для изучения причин пограничных инцидентов, а по обе стороны границы была создана демилитаризованная зона шириной от 10 до 15 километров. По крайней мере временно, дальнейшие военные столкновения были предотвращены.
В 1958 году, накануне провозглашения независимости Сомали в 1960 году, в соседнем Джибути (тогдашнем французском Сомалиленде) был проведён референдум, на котором было решено, присоединяться ли к Сомалийской Республике или остаться с Францией. Референдум оказался в пользу продолжения ассоциации с Францией, во многом благодаря объединённому голосованию «за» значительной этнической группой афар и проживающих в Европе европейцев. Также были широко распространены фальсификации результатов голосования, французами были изгнаны тысячи сомалийцев. Большинство проголосовавших против были сомалийцами, решительно выступавшими за присоединение к единой Сомали, как это было предложено Махмудом Харби, вице-президентом Правительственного совета. Два года спустя Харби погиб в авиакатастрофе при загадочных обстоятельствах.
На лондонских переговорах 1961 года о будущем кенийской колонии сомалийские представители Северного приграничного округа потребовали, чтобы Великобритания организовала разделение региона до того, как Кения получила независимость. Британское правительство назначило комиссию для выяснения общественного мнения в округе по этому вопросу. Неофициальный плебисцит продемонстрировал непреодолимое желание населения региона, которое в основном состояло из сомалийцев и оромо, присоединиться к недавно образованной Сомалийской республике. В передовой статье 1962 года в The Observer одновременно отмечалось, что «по всем критериям кенийские сомалийцы имеют право выбирать своё собственное будущее […] они отличаются от других кенийцев не только племенами, но почти во всех отношениях […] они хамиты, имеют другие обычаи, другую религию (ислам), и они населяют пустыню, которая мало или совсем не способствует экономике Кении […] никто не может обвинить их в попытке убежать с национальной богатство». Несмотря на дипломатическую деятельность Сомали, колониальное правительство в Кении не отреагировало на выводы комиссии. Британские официальные лица полагали, что федеральный формат, предложенный в то время в конституции Кении, обеспечит решение за счёт той степени автономии, которую он предоставил преимущественно сомалийскому региону в рамках федеральной системы. Однако это решение не уменьшило сомалийских требований об объединении, и небольшая часть федерализма исчезла после того, как постколониальное правительство Кении выбрало централизованную конституцию в 1964 году.
Возглавляемые Народной прогрессивной партией Северной провинции, сомалийцы Северо-восточной провинции в Кении энергично стремились к союзу с северными сомалийцами. В ответ на это новое правительство Кении приняло ряд репрессивных мер, призванных помешать их усилиям. Среди них была практикой неправильной маркировки сомалийских повстанцев претензии по этническому признаку, определение их бандитской («шифта») активности, конфискование или забой сомалийского скота, спонсирование этнической чистки кампании против жителей региона, и создание больших «защищённых деревень» или концентрационных лагерей. Кульминацией этой политики стала война между сомалийскими повстанцами и кенийской полицией и армией. Сообщается, что радио «Голос Сомали» повлияло на уровень партизанской активности посредством своих передач, транслируемых в провинции. Кения также обвинила правительство Сомали в обучении повстанцев, оснащении их советским оружием и направлением их из Могадишо. Впоследствии она подписала пакт о взаимной обороне с Эфиопией в 1964 году, хотя договор не имел большого эффекта, поскольку продолжался трансграничный поток военной техники из Сомали к партизанам. В октябре 1967 года правительство Сомали и власти Кении подписали Меморандум о взаимопонимании (Арушский меморандум), который привёл к официальному прекращению огня, хотя региональная безопасность до 1969 года тщательно не применялась.

### Администрация Хусейна
Общенациональные муниципальные выборы, на которых Сомалийская молодёжная лига получила 74 % мест, состоялись в ноябре 1963 года. За ними в марте 1964 года последовали первые национальные выборы в стране после обретения независимости. Сомалийская молодёжная лига вновь одержала победу, получив 69 из 123 мест в парламенте. Истинный перевес партии здесь был даже больше, поскольку 54 места, завоёванные оппозицией, были разделены между несколькими небольшими партиями.
После выборов в Национальное собрание 1964 года в марте произошёл кризис, в результате которого Сомали оставалась без правительства до начала сентября. Президент Аден Абдулла Осман Даар, который был уполномочен предлагать кандидата на пост премьер-министра после выборов или падения правительства, выбрал Абдириззака Хаджи Хусейна в качестве своего кандидата вместо действующего премьера Абдирашида Али Шермарка, которого поддержало руководство партии Сомалийской молодёжной лиги. Шермарк был премьер-министром в течение 4 предыдущих лет, и Осман решил, что новое руководство может предложить свежие идеи для решения национальных проблем.
При составлении Совета министров для представления Национальному собранию Хусейн выбирал кандидатов на основе способностей и без учёта места происхождения. Однако выборы Хусейна обострили внутрипартийные отношения и нарушили неписаные правила, согласно которым должен существовать клановый и региональный баланс. Руководящий Центральный комитет Сомалийской молодёжной лиги и её парламентские группы разделились. Хусейн был членом партии с 1944 года и участвовал в двух предыдущих кабинетах Шермарка. В первую очередь он обращался к более молодым и более образованным членам партии. Несколько политических лидеров, которые не вошли в состав кабинета министров, присоединились к сторонникам Шермарка, чтобы сформировать оппозиционную группу внутри партии. В результате фракция Хусейна искала поддержки среди членов Национального собрания, не являющихся членами Сомалийской молодёжной лиги.
Хотя разногласия в основном касались личных или групповых политических амбиций, дебаты, приведшие к первоначальному вотуму доверия, были сосредоточены на проблеме Великого Сомали. И Осман, и назначенный премьер-министр Хусейн хотели отдать приоритет внутренним экономическим и социальным проблемам страны. Хотя Хусейн поддерживал воинствующий пансомализм, его изображали как готового принять продолжающийся суверенитет Эфиопии и Кении над сомалийскими территориями.
Предложенный Хусейном кабинет не был одобрен с перевесом в 2 голоса. 7 членов Национального собрания, в том числе Шермарк, воздержались, в то время как 48 членов Сомалийской молодёжной лиги проголосовали за Хусейна и 33 выступили против него. Несмотря на очевидный раскол в Сомалийской молодёжной лиге, она продолжал привлекать новобранцев из других партий. В первые три месяца после выборов 17 членов парламентской оппозиции вышли из своих партий, чтобы присоединиться к лиге.
Осман проигнорировал результаты голосования и снова назначил Хусейна премьер-министром. После внутрипартийных переговоров, которые включали восстановление в должности 4 партийных чиновников, изгнанных за голосование «против», Хусейн представил в Национальную ассамблею второй список кабинета министров, в который вошли все его предыдущие кандидатуры, кроме одного. Предлагаемый новый кабинет содержал 3 дополнительных министерских поста, заполненных людьми, выбранными для умиротворения оппозиционных фракций. Новый кабинет был утверждён при поддержке большинства, за исключением некоторых членов Сомалийской молодёжной лиги в Национальнмо собрании. Хусейн оставался на своём посту до президентских выборов в июне 1967 года.
На президентских выборах 1967 года, проведённых тайным опросом членов Национального собрания, бывший премьер-министр Шермарк выступил против Османа. Центральным вопросом дискуссии была умеренность против воинственности в пансомалийском вопросе. Осман через Хусейна подчёркивал приоритет внутреннего развития. В итоге Шермарк, занимавший пост премьер-министра, когда пансомализм был на пике, был избран президентом республики.

### Администрация Эгаля

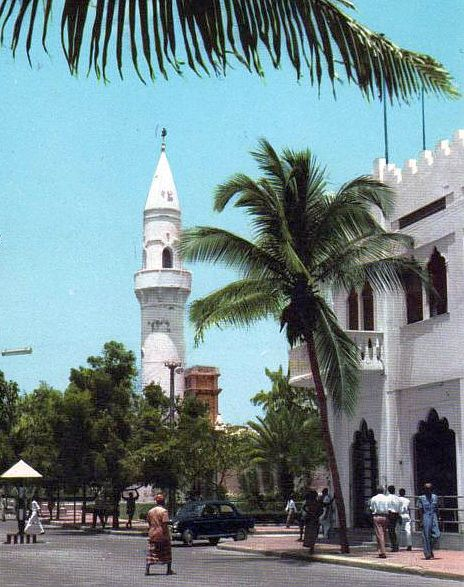
Проспект в центре Могадишо в 1963 году

Новый президент назначил премьер-министром Мухаммеда Хаджи Ибрагима Эгаля, который увеличил членский состав кабинета с 13 до 15 членов и включил представителей всех основных клановых семей, а также некоторых членов конкурирующего Сомалийского национального конгресса. В августе 1967 года Национальное собрание подтвердило его назначение без серьёзного сопротивления. Хотя новый премьер-министр поддерживал Шермарка на президентских выборах, он был северянином и в 1962 году руководил бегством членов северной ассамблеи Сомалийской национальной лиги от правительства. Он также принимал активное участие в создании Сомалийского национального конгресса, но вместе со многими другими северными членами этой группы вернулся в Сомалийскую молодёжную лигу после выборов 1964 года.
Более важным различием между Шермарком и Эгалем, помимо их прошлой принадлежности, была умеренная позиция нового премьер-министра по пансомалийским вопросам и его стремление к улучшению отношений с другими африканскими странами. В этих областях он был союзником «модернистов» в правительстве, парламенте и администрации, которые выступали за перенаправление энергии нации с конфронтации с соседями на борьбу с социальными и экономическими недугами. Хотя многие из его внутренних политик больше соответствовали политике предыдущей администрации, Эгаль продолжал пользоваться доверием как Шермарка, так и Национального собрания в течение 18 месяцев до национальных выборов в марте 1969 года.
В выборах 1969 года участвовали 64 партии. Однако только Сомалийская молодёжная партия представила кандидатов в каждом избирательном округе, во многих случаях без оппозиции. Ещё 8 партий представили списки кандидатов на государственные должности в большинстве округов. Из оставшихся 55 партий только 24 получили представительство в собрании, но все они были распущены почти сразу же, когда их 50 членов присоединились к Сомалийской молодёжной лиге.
И обилие партий, и переход в партию большинства были типичными для сомалийских парламентских выборов. Чтобы зарегистрироваться на выборную должность, кандидату просто требовалась либо поддержка 500 избирателей, либо спонсорство его клана, выраженное посредством голосования его традиционного собрания. После регистрации соискатель должности пытается стать официальным кандидатом политической партии. В противном случае он останется в избирательном бюллетене как индивидуальный участник. Голосование проводилось по партийным спискам, что позволяло выдвигать кандидата от единоличной партии (эта практика объясняла не только рост числа мелких партий, но и временный характер партийной поддержки). Многие кандидаты присоединились к крупной партии только на то время, которое хватило бы на то, чтобы использовать её символ в избирательной кампании, и в случае избрания отказались от неё в пользу победившей стороны. Таким образом, к концу мая 1969 года парламентская численность Сомалийской молодёжной лиги увеличилась с 73 до 109 человек.
Кроме того, 11 членов Сомалийского национального конгресса сформировали коалицию с Сомалийской молодёжной лигой, которая заняла 120 из 123 мест в Национальном собрании. Некоторые из этих 120 человек покинули лигу после того, как стал ясен состав кабинета Эгаля и после объявления его программы. Предлагая огромный список кандидатов, почти 900 000 избирателей в 1969 году с удовольствием «побеждали» действующих лиц. Из действующих депутатов не вернулось 77 из 123 человек. Статистически результаты этих выборов были почти идентичны результатам выборов 1964 года, и, учитывая обилие партий и систему пропорционального представительства, нельзя было получить чёткое представление об общественном мнении только на основе результатов выборов. Антрополог Иоан М. Льюис отметил, что правительство Сомалийской молодёжной лиги было очень разнородной группой с расходящимися личными и родовыми интересами.
Кандидаты, потерявшие места в собрании, и те, кто их поддерживал, были разочарованы и рассержены. Был выдвинут ряд обвинений в фальсификации выборов, по крайней мере, некоторые из них были твёрдо обоснованы. Недовольство обострилось, когда Верховный суд во главе со своим недавно назначенным президентом отказался признать юрисдикцию в отношении избирательных петиций, хотя он признал такую юрисдикцию ранее.
Ни президента, ни премьер-министра не особо беспокоили коррупция и кумовство. Хотя такая практика считалась нормой в обществе, основанном на родственных связях, некоторые горько относились к её распространению в Национальной ассамблее, где, казалось, депутаты игнорировали своих избирателей, обменивая голосами ради личной выгоды.
Среди тех, кто больше всего недоволен правительством, были представители интеллигенции, вооружённых сил и полиции. Генерал Мохамед Абшир Мусе, начальник полиции, подал в отставку незадолго до выборов после того, как отказался разрешить полицейским машинам перевозить избирателей Сомалийской молодёжной лиги на избирательные участки. Из этих недовольных групп наиболее значительным элементом были военные, которые с 1961 года оставались вне политики. Это произошло отчасти потому, что правительство не обращалось к ним за поддержкой, а отчасти потому, что, в отличие от большинства других африканских вооружённых сил, у Сомалийской национальной армии была подлинная внешняя миссия — защита границ с Эфиопией и Кенией — в которой её поддерживали все сомалийцы.

### Военный переворот
15 октября 1969 года во время визита в Лас-Анод тогдашний президент Сомали Абдирашид Али Шермарк был застрелен одним из своих телохранителей. За его убийством вскоре последовал военный переворот 21 октября 1969 года (на следующий день после его похорон), в ходе которого сомалийская армия захватила власть, не встретив вооружённого сопротивления, по сути, совершив бескровный захват. Переворот возглавил генерал-майор Мохамед Сиад Барре, который в то время командовал армией.
Наряду с Барре Верховный революционный совет, пришедший к власти после убийства президента Шармарке, возглавляли Мохамед Айнанше Гулейд, Мохамед Али Саматар, Абдулла Мухаммед Фадил и Салаад Габейре Кедийе, агент КГБ под кодовым именем «ОПЕРАТОР». В число лидеров государственного переворота также входил начальник полиции Джама Али Коршель.
Барре был самым старшим и руководителем Верховного революционного совета. Впоследствии совет переименовал страну в Демократическую Республику Сомали, арестовал членов бывшего правительства, запретил политические партии, распустил парламент и Верховный суд и приостановил действие конституции.